# Guilly d'Herbemont
Guilly d'Herbemont (25 juin 1888 - 28 février 1980) est une philanthrope et écrivaine franco-belge, connue pour avoir inventé la canne blanche pour les aveugles.

## Biographie
Marie Alphonsine Ghislaine Gabrielle Guillelmine d'Herbemont, dite Guilly d'Herbemont, est née le 25 juin 1888 à Uccle (Bruxelles). Son père, Alphonse Charles Ferry Béranger, comte d'Herbemont, est issu d'une famille de militaires originaire de Mouzay dans le département français de la Meuse. Sa mère, Marie Renée Louise Victoria Allard, originaire de Bruxelles, est vice-présidente de la Croix-rouge française en Belgique ; elle rentrera dans les ordres à son veuvage.
De santé fragile, Guilly d'Herbemont séjourne un temps à Lausanne, en Suisse, avant de s'installer à Paris comme écrivaine. 
Elle meurt à Issy-les-Moulineaux, en banlieue parisienne, le 28 février 1980. Son corps est inhumé dans le caveau familial du cimetière de Mouzay. 
Le château familial de Charmois, situé dans cette commune, est toujours existant, mais n'appartient plus a la famille. Guilly d'Herbemont aimait y séjourner.

## Invention de la canne blanche
En 1930, habitant boulevard de Courcelles à Paris, non loin d'un foyer pour aveugles, elle constate régulièrement les difficultés rencontrées par les personnes mal-voyantes lors des traversées de rue. L'idée lui vient de munir les aveugles de cannes blanches, c'est-à-dire de la même couleur que les bâtons des agents de police.
Après une campagne dans la presse, l'idée arrive aux oreilles du préfet de police Jean Chiappe ; elle est rapidement soutenue et adoptée par l'hôpital des Quinze-Vingts, les autorités publiques et les associations. Le 7 février 1931, elle remet symboliquement deux cannes blanches au Cercle de l'Union interalliée, l'une au président des aveugles de guerre, l'autre à une aveugle civile. Cinq mille cannes sont ensuite distribuées gratuitement sur ses fonds propres,.
La campagne se propage. La canne blanche est introduit aux États-Unis par l'intermédiaire du Lions Club dès 1930 puis au Royaume-Uni dès mai 1931 par le biais du Rotary Club. Elle se diffuse aussi largement en Europe. En 1938, une centaine de cannes blanches sont offertes pour les aveugles du canton de Vaud en Suisse.

## Œuvre littéraire
Guilly d'Herbemont écrit principalement des poèmes. Elle reçoit le Grand prix des Jeux floraux en 1930 pour son poème Les Peupliers.
Elle publie au moins deux ouvrages : 
- Le Jardin de ta joie (1928);
- Le Désir de vivre (1932).

## Distinctions honorifiques
Elle est décorée du titre de chevalier de la Légion d'honneur le 20 novembre 1947, avant d'être promue au rang d'officier.
Elle reçoit la médaille vermeille de la ville de Paris en 1976.

## Hommages et postérité
En 1931, le sculpteur Émile Oscar Guillaume (1867-1954) réalisa une statue représentant Guilly d'Herbemont remettant la première canne blanche le 07 février 1931. L'œuvre fut exposée au Salon des Artistes Français de la même année; Un exemplaire de cette statue se trouve à la mairie de Mouzay (55700). Un autre se trouve dans la chapelle Saint-Rémi de l'hôpital des Quinze-Vingt à Paris (75012).
Une rue porte son nom à Toulouse.
Une place porte également son nom dans la commune de Mouzay
Le blason de la commune de Mouzay est orné d'une canne blanche en sa mémoire.